# Stor-Bodvattnet
Stor-Bodvattnet är en sjö i Sollefteå kommun i Ångermanland och ingår i Ångermanälvens huvudavrinningsområde. Sjön har en area på 0,725 kvadratkilometer och ligger 279 meter över havet. Sjön avvattnas av vattendraget Vallsjönoret.

## Delavrinningsområde
Stor-Bodvattnet ingår i det delavrinningsområde (705028-151711) som SMHI kallar för Inloppet i Vallsjön. Medelhöjden är 308 meter över havet och ytan är 26,68 kvadratkilometer. Det finns inga avrinningsområden uppströms utan avrinningsområdet är högsta punkten. Vallsjönoret som avvattnar avrinningsområdet har biflödesordning 4, vilket innebär att vattnet flödar genom totalt 4 vattendrag innan det når havet efter 148 kilometer. Avrinningsområdet består mestadels av skog (70 procent). Avrinningsområdet har 3,74 kvadratkilometer vattenytor vilket ger det en sjöprocent på 14 procent.